# La Chapelle-Gaugain
La Chapelle-Gaugain – miejscowość i dawna gmina we Francji, w regionie Kraj Loary, w departamencie Sarthe. W 2013 roku populacja gminy wynosiła 310 mieszkańców. 
W dniu 1 stycznia 2017 roku z połączenia czterech ówczesnych gmin – La Chapelle-Gaugain, Lavenay, Poncé-sur-le-Loir oraz Ruillé-sur-Loir – utworzono nową gminę Loir-en-Vallée. Siedzibą gminy została miejscowość Ruillé-sur-Loir. 